# NGC 3496
NGC 3496 ist ein offener Sternhaufen im Sternbild Kiel des Schiffs und hat eine Winkelausdehnung von 7,0' und eine scheinbare Helligkeit von 8,2 mag. Er wurde am 14. März 1834 von John Herschel entdeckt und wird auch als OCL 836 oder ESO 128-26 bezeichnet.